# Hans Albrecht von Anweil

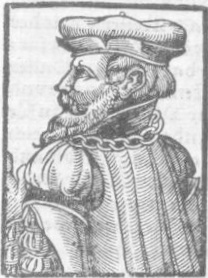
Illustration zur Biografie von Johann Albrecht von Anweil in Pantaleons „Teutscher Nation Heldenbuch“

Hans Albrecht von Anweil (* vor 1509 in Bischofszell; † 1568 in Rötteln) war Bürgermeister von Freiburg im Breisgau und Landvogt des baden-durlachischen Oberamts Rötteln.

## Herkunft und Familie
Hans Albrecht von Anweil aus dem Thurgauer Niederadelsgeschlecht von Andwil, das sich in Deutschland Anweil nannte. Er war ein Sohn von Fritz (Friedrich) Jacob von Anweil († 1532) und seiner Frau Anna von Klingenberg.
Hans Albrecht von Anweil schloss am 19. August 1532 den Heiratsvertrag, der ihn mit Anna Agathe Stürtzel von Buchheim († vor 1543), einer Tochter von Konrad Stürtzel von Buchheim d. J. und Enkelin des kaiserlichen Kanzlers Konrad Stürtzel verband. Aus dieser Ehe hatte er sechs Kinder:
- Hans (Johann) Burkhard,
- Eitel Konrad
- Fritz Jakob[3]
- Esther (1533–1574) ⚭ Nikolaus Sigelmann
- Maria († 1586) ⚭ Johann Heinrich Höcklin von Steineck
- Anne

Spätestens 1544/45 heiratete er Dorothea von Bernhausen. Aus der zweiten Ehe hatte er weitere Kinder:
- Johann Caspar (1544–1575)[5]
- Johann Wolfgang (1545–1613) ⚭ Felicitas von Münchingen[6]
- Eva (1553–1608)
- Karl

## Leben
Hans Albrecht wurde zusammen mit seinem Bruder Fritz Jakob von Anweil d.J. am 11. Oktober 1521 an der Albert-Ludwigs-Universität Freiburg immatrikuliert.
Durch seinen Heiratsvertrag von 1532 mit der Familie der Stürzel von Buchheim kam er in den Kreis der angesehensten Adelsfamilien des Breisgaus. 1535 wurde er Bürger von Freiburg und noch im gleichen Jahr in den Rat der Stadt gewählt.
1536 ernannte ihn Markgraf Ernst von Baden-Durlach zu seinem Rat und Landvogt im Oberamt Rötteln, ein Amt das zuvor sein älterer Bruder Fritz Jakob wahrgenommen hatte.
Johanna von Longueville versuchte immer wieder ihre Ansprüche auf Rötteln und Sausenberg durchzusetzen oder in irgendeiner Weise zu versilbern. So nahm sie auch Kontakt mit der Stadt Basel auf um dieser allenfalls ihre Ansprüche zu verkaufen, da sie davon ausging, dass diese große Handelsstadt als unmittelbarer Nachbar der Markgrafschaft eher Mittel und Wege finden würde, um sich durchzusetzen. Um 1538 zog Basel diese Option auch in Erwägung. Nach diplomatischen Schritten des damaligen Röttler Landvogts, Hans Albrecht von Anweil, nahm man aber davon Abstand, nutzte die Option aber immerhin als Druckmittel in den Verhandlungen mit der Markgrafschaft um Rechte in Klein-Hüningen und Riehen.
Aufgrund einer Auseinandersetzung zwischen Christoph von Venningen und Markgraf Ernst über Rechte in Königsbach wurde Hans Albrecht 1539/40 zusammen mit anderen Räten des Markgrafen 45 Wochen festgehalten. Bald nach seiner Freilassung zog Hans Albrecht wieder nach Freiburg und im November 1540 wurde Johann Jakob von Rotberg als sein Nachfolger im Amt des Landvogts von Rötteln genannt. Rotberg wurde auch Vormund der Kinder Hans Albrechts nachdem dessen Ehefrau (vor 1543) starb.
1543 wurde er wieder in den Rat der Stadt Freiburg und für die Amtsperiode 1544/45 zum Bürgermeister gewählt. Anschließend wurde er 1546 Schultheiß der Stadt. Für die Amtsperiode 1547/48 wurde er wieder als Bürgermeister und 1548 nochmals als Schultheiß gewählt.
1549 verkaufte er den Stürzelhof in Freiburg, den er aus dem Nachlass seiner ersten Ehefrau besaß, an den kaiserlichen Vizekanzler Matthias von Held. In der Folge kam es zu langwierigen Streitigkeiten zwischen Käufer und Verkäufer. Hans Albrecht wurde 1550 zum dritten Mal als Bürgermeister gewählt. 1553 verweigerte er – wie auch andere Standesgenossen – eine weitere Mitarbeit im Rat der Stadt, nahm aber schließlich doch eine weitere Wahl als Schultheiß an. Ende des Jahres legte er dieses Amt jedoch nieder und teilte die Absicht mit Freiburg zu verlassen. Bereits am 8. Januar 1554 wurde er Bürger von Basel und 1555 war sein Haus in Freiburg schon verkauft. Stattdessen kaufte er das Wasserschloss Hiltelingen in der Nähe von Basel, aber im Oberamt Rötteln gelegen. 1565 erhielt er diesen Adelssitz vom Markgrafen auch als Erblehen.
Im Dezember 1556 trat er nochmals das Amt des Landvogt im Oberamt Rötteln an und wurde der Nachfolger seines damaligen Nachfolgers Johann Jakob von Rotberg. Markgraf Ernst – sein ehemaliger Dienstherr – war 1553 gestorben und dessen Sohn Karl hatte im Juni 1556 in seinen Landen die Reformation eingeführt (siehe Geschichte der Reformation im Markgräflerland). Nach einer Mitteilung in der Wickiana kam es 1561 in seinem Amtsbezirk zu einer Hexenverbrennung.
Hans Albrecht litt seit 1564 stark unter Podagra übte aber sein Amt zumindest bis Mai 1566 aus und starb 1568. Er wurde in der Röttler Kirche beigesetzt.